# 落丁
落丁（らくちょう）は本のページが抜け落ちていること。また、その抜け落ちたページのこと。脱簡ともいう。また、本の一部のページが誤った順番に入れ替わったり、上下が逆になったりすることを乱丁（らんちょう）という。
落丁した本を落丁本、乱丁した本を乱丁本という。

## 概要
落丁と乱丁はいずれも製本過程で丁合の際に生じうる事象である。落丁は丁合の際に誤って特定の折丁を挿入し忘れたまま綴じて製本してしまうことで発生し、乱丁は折丁の順番を間違えたり、折丁を作るときに印刷された紙の折り方を間違えたりすることで発生する。丁合機にはセンサーがあるため、いずれも滅多に起こらない。
多くの書籍には「落丁・乱丁はお取り換えします」という表示が見られる。